# Barisangebergte
Bukit Barisan of Barisangebergte is een bergketen van bijna 1700 km lang in het  westen van Sumatra, Indonesië. Het Barisangebergte bestaat voornamelijk uit vulkanen gelegen in de jungle. Op grotere hoogte bevinden zich Sumatraanse tropische dennenbossen De hoogste top van het gebergte is de Kerinci met zo'n 3800 meter. Het Nationaal Park Bukit Barisan Selatan is gelegen aan het zuidelijke eind van het gebergte.
De naam Bukit Barisan betekent eigenlijk rij van heuvels of heuvels die een rij vormen in het Indonesisch.